# Schloss Schrozberg

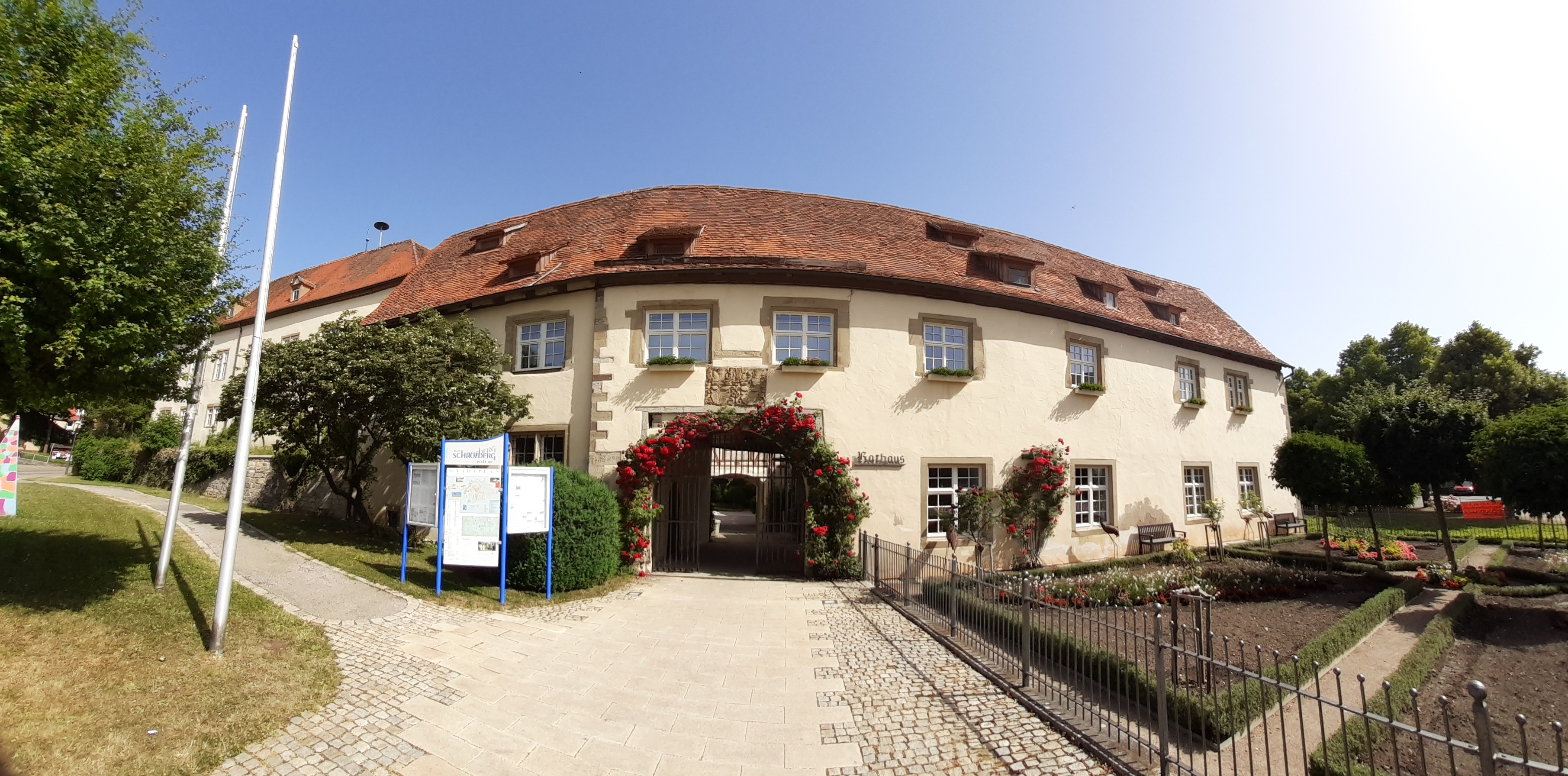
Schloss Schrozberg – Eingang Rathausseite im Süden

Das Schloss Schrozberg, auch Schrotzburg genannt, ist ein Wasserschloss in der Krailshausener Straße 15 am nordöstlichen Rand des alten Ortskerns der Stadt Schrozberg im Landkreis Schwäbisch Hall in Baden-Württemberg.

## Geschichte und Anlage

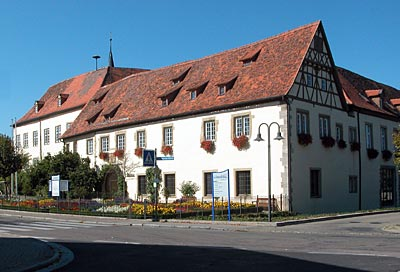
Schloss Schrozberg

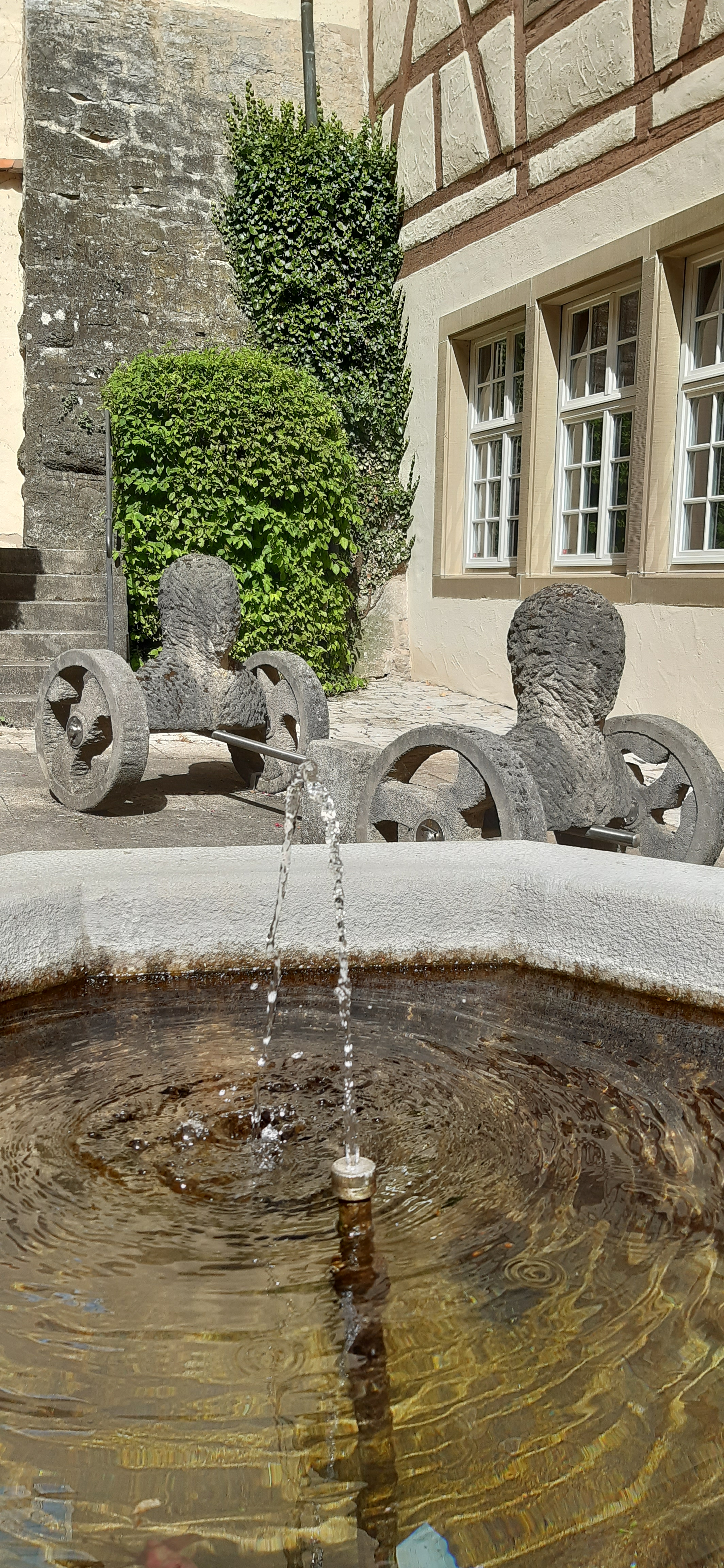
Detailansicht im kleinen Innenhof des Südbaus

Nachdem die Schrozburg am oberen Ortsrand 1441 von den Rothenburgern zerstört worden war, wurde am Vorbach bei dem damaligen Ort Oberhausen der Bau der Wasserburg Schrozberg begonnen und im 16. Jahrhundert vollendet. Die Herrschaft über Schrozberg war geteilt. Die Herren zu Schrozberg, Seldeneck, Adelsheim, Rothenburg, Hohenlohe und Berlichingen hatten in Schrozberg wechselnd die Herrschaft. Der Westflügel und der runde Eckturm wurden 1625 angebaut, im 18. Jahrhundert folgte der Ostflügel.
Das Schloss ist eine dreiflügelige Anlage mit dem sogenannten Alten Bau im Süden und dem Wappenturm im Innenhof, der auch Berlichinger Turm genannt wird (es wird überliefert, dass Götz von Berlichingen einige Jahre seiner Jugendzeit im Schloss zu Schrozberg zugebracht hat). Vom nach Norden offenen Hof geht es in den 1701 stilgerecht angelegten Schlossgarten.
Im Jahr 1948 wurde Schloss Schrozberg schließlich von der Gemeinde gekauft und grundlegend saniert. Heute sind im Schloss die Stadtverwaltung sowie das Verwaltungs- und Kulturzentrum von Schrozberg und das Zahn-Museum mit Apparaturen aus den 1950er Jahren untergebracht. Das Erdgeschoss des Alten Baus dient kulturellen Zwecken wie Ausstellungen, Theatervorführungen, Konzerten etc. Im Innenhof sind wechselnde Skulpturenausstellungen zu sehen.

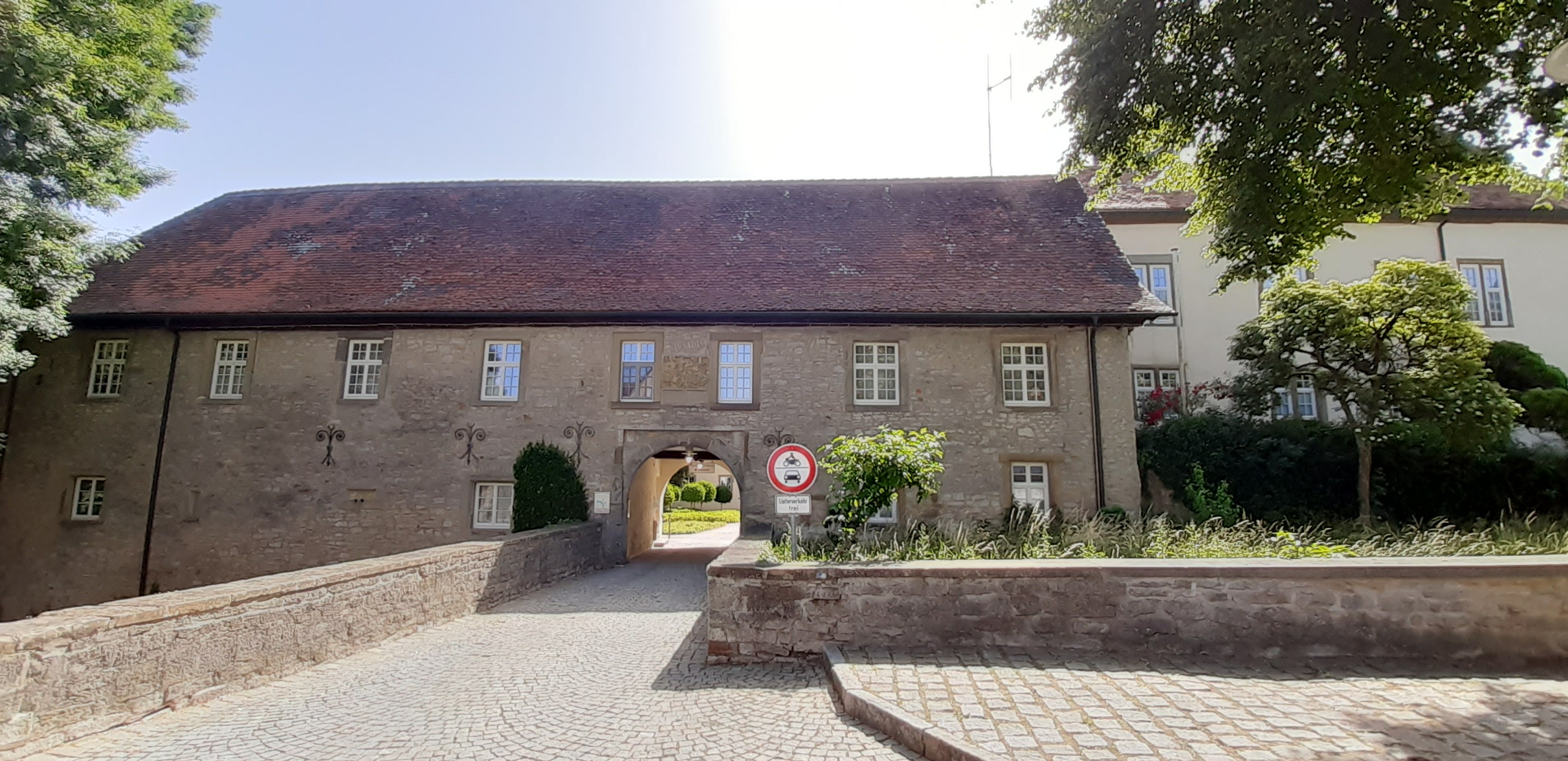
Älterer Westteil mit Ortsdurchfahrt, Allianzwappen und Brücke über den Schlossgraben
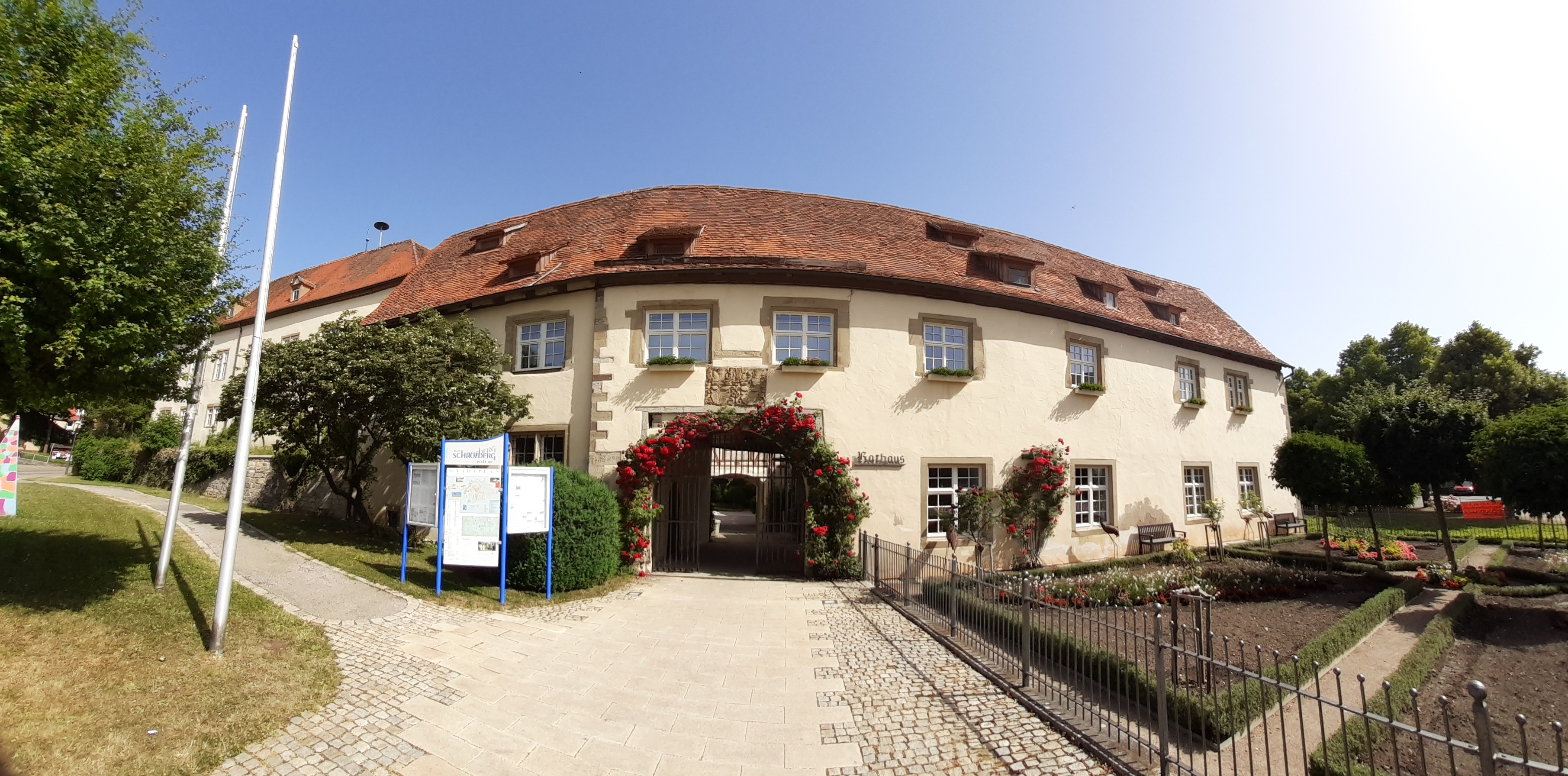
Südansicht mit Tordurchgang und Doppelwappen
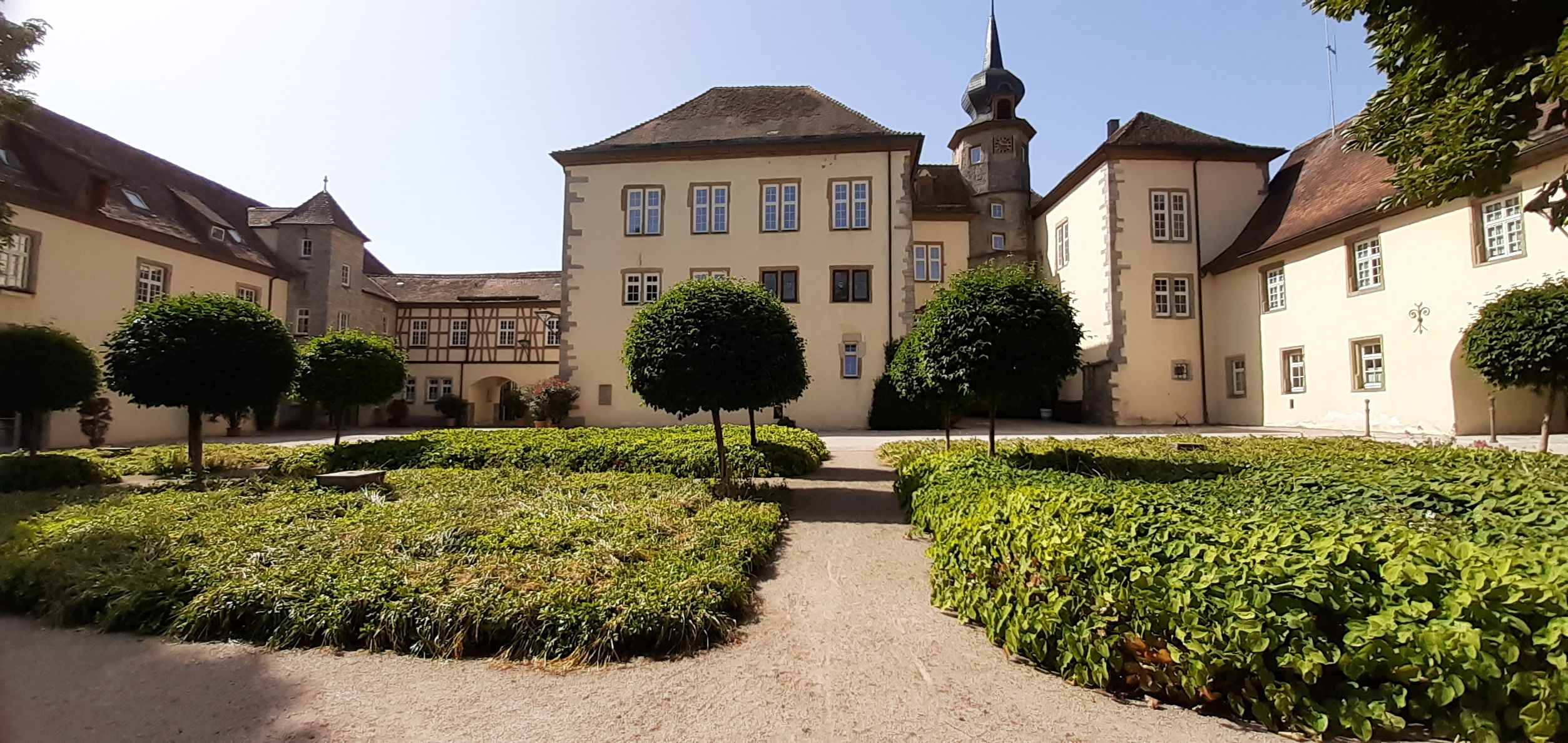
Ansicht vom Innenhof nach Süden mit Eck- und Rundturm